# Тенакі (Аляска)
Тенакі (англ. Tenakee Springs) — місто (англ. city) в США, в окрузі Гуна-Ангун штату Аляска. Населення — 116 осіб (2020).

## Географія
Тенакі розташоване за координатами 57°47′24″ пн. ш. 135°8′8″ зх. д. / 57.79000° пн. ш. 135.13556° зх. д. (57.790054, -135.135446).  За даними Бюро перепису населення США в 2010 році місто мало площу 49,50 км², з яких 36,74 км² — суходіл та 12,76 км² — водойми. В 2017 році площа становила 46,38 км², з яких 34,06 км² — суходіл та 12,32 км² — водойми.

### Клімат
Місто знаходиться у зоні, котра характеризується континентальним субарктичним кліматом. Найтепліший місяць — липень із середньою температурою 16.3 °C (61.4 °F). Найхолодніший місяць — січень, із середньою температурою -23.3 °С (-9.9 °F).
| Клімат Тенакі           | Клімат Тенакі | Клімат Тенакі | Клімат Тенакі | Клімат Тенакі | Клімат Тенакі | Клімат Тенакі | Клімат Тенакі | Клімат Тенакі | Клімат Тенакі | Клімат Тенакі | Клімат Тенакі | Клімат Тенакі | Клімат Тенакі |
| Показник                | Січ.          | Лют.          | Бер.          | Квіт.         | Трав.         | Черв.         | Лип.          | Серп.         | Вер.          | Жовт.         | Лист.         | Груд.         | Рік           |
| Абсолютний максимум, °C | −7,2          | −7            | −0,7          | 8,8           | 18,5          | 23,6          | 24,6          | 23            | 14,4          | 2,6           | −4,4          | −10,3         | 24,6          |
| Середній максимум, °C   | −19,2         | −15,3         | −6,9          | 3,6           | 14,7          | 21,1          | 22,3          | 18,4          | 11,1          | −1,8          | −12,9         | −17,4         | 1,4           |
| Середня температура, °C | −23,3         | −20,4         | −13,4         | −2,8          | 8,2           | 14,8          | 16,3          | 13            | 6,4           | −5,3          | −16,6         | −21,4         | −3,7          |
| Середній мінімум, °C    | −27,3         | −25,5         | −19,8         | −9,2          | 1,8           | 8,4           | 10,3          | 7,6           | 1,8           | −8,9          | −20,2         | −25,3         | −8,9          |
| Абсолютний мінімум, °C  | −40,5         | −38,6         | −29,1         | −17,4         | −2,4          | 6,4           | 7,6           | 4,6           | −4,5          | −16,5         | −26,2         | −34,3         | −40,5         |
| Норма опадів, мм        | 14            | 12            | 13            | 8             | 13            | 37            | 55            | 64            | 43            | 22            | 16            | 18            | 314           |
| ----------------------- | ------------- | ------------- | ------------- | ------------- | ------------- | ------------- | ------------- | ------------- | ------------- | ------------- | ------------- | ------------- | ------------- |
| Джерело: Weatherbase    |               |               |               |               |               |               |               |               |               |               |               |               |               |

## Демографія
Згідно з переписом 2010 року, у місті мешкала 131 особа в 72 домогосподарствах у складі 38 родин. Густота населення становила 3 особи/км².  Було 180 помешкань (4/км²).
Расовий склад населення:
| - 94,7 % — білих - 0,8 % — корінних американців - 0,8 % — чорних або афроамериканців - 0,8 % — азіатів |

До двох чи більше рас належало 3,1 %. Частка іспаномовних становила 1,5 % від усіх жителів.
За віковим діапазоном населення розподілялося таким чином: 10,7 % — особи молодші 18 років, 69,5 % — особи у віці 18—64 років, 19,8 % — особи у віці 65 років та старші. Медіана віку мешканця становила 55,5 року. На 100 осіб жіночої статі у місті припадало 107,9 чоловіків;  на 100 жінок у віці від 18 років та старших — 116,7 чоловіків також старших 18 років.
Середній дохід на одне домашнє господарство  становив 70 681 долар США (медіана — 54 375), а середній дохід на одну сім'ю — 87 971 долар (медіана — 83 333). За межею бідності перебувало 2,0 % осіб, у тому числі 0,0 % дітей у віці до 18 років та 0,0 % осіб у віці 65 років та старших.
Цивільне працевлаштоване населення становило 73 особи. Основні галузі зайнятості: публічна адміністрація — 21,9 %, сільське господарство, лісництво, риболовля — 20,5 %, науковці, спеціалісти, менеджери — 13,7 %, будівництво — 13,7 %.